# Anicet Barnés i Cama
Anicet Barnés i Cama (Sant Antoni de Calonge (Baix Empordà), 1879 – 1963) va ser un músic instrumentista de fiscorn i trombó de pistons que treballava de taper.

## Biografia[1]
Anicet Barnés va néixer el 27 de gener del 1879 a Sant Antoni de Calonge, poble del terme municipal de Calonge. Els seus pares es deien Narcís Barnés i Anna Cama. Es va casar el 18 d'octubre del 1902 a Calonge amb Caterina Carles Colls, veïna del municipi, amb qui va tenir dues filles.
Barnés treballava de taper, però ho complementava fent de músic a diverses orquestres del municipi o comarca. Entre els anys 1926 i 1931 va actuar amb l'orquestra La Lira de Palamós i, posteriorment, durant una temporada, amb la Principal de Palamós. Després de la Guerra Civil Espanyola va actuar amb el Club Jazz de Calonge un parell d'anys.
Va morir, ja vidu, a Sant Antoni de Calonge el 4 d'abril del 1963.